# Copa Asiática 1992
La X Copa Asiática de fútbol se llevó a cabo entre el 29 de octubre y el 8 de noviembre de 1992 en Japón. El torneo fue organizado por la Confederación Asiática de Fútbol.

## Equipos participantes
| Equipos participantes | Equipos participantes | Equipos participantes  | Equipos participantes |
| --------------------- | --------------------- | ---------------------- | --------------------- |
| Arabia Saudita        | China                 | Emiratos Árabes Unidos | Japón                 |
| Catar                 | Corea del Norte       | Irán                   | Tailandia             |

## Sedes
| Hiroshima          | Hiroshima         | Onomichi               |
| ------------------ | ----------------- | ---------------------- |
| Hiroshima Big Arch | Estadio Hiroshima | Bingo Athletic Stadium |
| Capacidad: 50,000  | Capacidad: 13,800 | Capacidad: 10,000      |
|                    |                   |                        |

## Resultados

### Primera fase

#### Grupo A
| Equipo                 | Pts | PJ | PG | PE | PP | GF | GC | Dif |
| ---------------------- | --- | -- | -- | -- | -- | -- | -- | --- |
| Japón                  | 4   | 3  | 1  | 2  | 0  | 2  | 1  | +1  |
| Emiratos Árabes Unidos | 4   | 3  | 1  | 2  | 0  | 2  | 1  | +1  |
| Irán                   | 3   | 3  | 1  | 1  | 1  | 2  | 1  | +1  |
| Corea del Norte        | 1   | 3  | 0  | 1  | 2  | 2  | 5  | -3  |

| 30 de octubre de 1992 | Corea del Norte | 0:2 (0:1) | Irán                       | Estadio Bingo Atlético, Onomichi                                             |                                                                              |
|                       |                 |           | Pious 30' · Ghayeghran 80' | Asistencia: 8.000 espectadores Árbitro(s): Omer Al Mehannah (Arabia Saudita) | Asistencia: 8.000 espectadores Árbitro(s): Omer Al Mehannah (Arabia Saudita) |

| 30 de octubre de 1992 | Emiratos Árabes Unidos | 0:0 (0:0) | Japón | Estadio Bingo Atlético, Onomichi                               |  |
|                       |                        |           |       | Asistencia: 10.000 espectadores Árbitro(s): Wei Jihong (China) |  |

| 1 de noviembre de 1992 | Irán | 0:0 (0:0) | Emiratos Árabes Unidos | Hiroshima Big Arch, Hiroshima                                       |  |
|                        |      |           |                        | Asistencia: 25.000 espectadores Árbitro(s): Jamal Al Sharif (Siria) |  |

| 1 de noviembre de 1992 | Japón        | 1:1 (0:1) | Corea del Norte   | Hiroshima Big Arch, Hiroshima                                          |                                                                        |
|                        | Nakayama 80' |           | Kim Gwang-Min 29' | Asistencia: 32.000 espectadores Árbitro(s): Rasheed Al-Jassas (Kuwait) | Asistencia: 32.000 espectadores Árbitro(s): Rasheed Al-Jassas (Kuwait) |

| 3 de noviembre de 1992 | Emiratos Árabes Unidos  | 2:1 (0:0) | Corea del Norte   | Hiroshima Big Arch, Hiroshima                                     |                                                                   |
|                        | K.Saad 81' · Bakhit 85' |           | Kim Gwang-Min 69' | Asistencia: 33.000 espectadores Árbitro(s): Neji Jouini (Turquía) | Asistencia: 33.000 espectadores Árbitro(s): Neji Jouini (Turquía) |

| 3 de noviembre de 1992 | Japón     | 1:0 (0:0) | Irán | Hiroshima Big Arch, Hiroshima                                       |                                                                     |
|                        | Miura 87' |           |      | Asistencia: 37.000 espectadores Árbitro(s): Jamal Al Sharif (Siria) | Asistencia: 37.000 espectadores Árbitro(s): Jamal Al Sharif (Siria) |

#### Grupo B
| Equipo         | Pts | PJ | PG | PE | PP | GF | GC | Dif |
| -------------- | --- | -- | -- | -- | -- | -- | -- | --- |
| Arabia Saudita | 4   | 3  | 1  | 2  | 0  | 6  | 2  | +4  |
| China          | 4   | 3  | 1  | 2  | 0  | 3  | 2  | +1  |
| Catar          | 2   | 3  | 0  | 2  | 1  | 3  | 4  | -1  |
| Tailandia      | 2   | 3  | 0  | 2  | 1  | 1  | 5  | -4  |

| 29 de octubre de 1992 | Arabia Saudita  | 1:1 (1:1) | China       | Hiroshima Big Arch, Hiroshima                                        |                                                                      |
|                       | Al-Thunayan 17' |           | Li Bing 41' | Asistencia: 15.000 espectadores Árbitro(s): Shinichiro Obata (Japón) | Asistencia: 15.000 espectadores Árbitro(s): Shinichiro Obata (Japón) |

| 29 de octubre de 1992 | Tailandia        | 1:1 (1:0) | Catar     | Hiroshima Big Arch, Hiroshima                                        |                                                                      |
|                       | Areesngarkul 42' |           | Soufi 81' | Asistencia: 21.000 espectadores Árbitro(s): Hossein Khoshkhan (Irán) | Asistencia: 21.000 espectadores Árbitro(s): Hossein Khoshkhan (Irán) |

| 31 de octubre de 1992 | Catar       | 1:1 (0:0) | Arabia Saudita  | Estadio Hiroshima, Hiroshima                                     |                                                                  |
|                       | Mustafa 74' |           | Al-Muwallid 86' | Asistencia: 4.000 espectadores Árbitro(s): Neji Jouini (Turquía) | Asistencia: 4.000 espectadores Árbitro(s): Neji Jouini (Turquía) |

| 31 de octubre de 1992 | China | 0:0 (0:0) | Tailandia | Estadio Hiroshima, Hiroshima                                            |  |
|                       |       |           |           | Asistencia: 5.000 espectadores Árbitro(s): Noh Byung-Il (Corea del Sur) |  |

| 2 de noviembre de 1992 | Arabia Saudita                                      | 4:0 (2:0) | Tailandia | Estadio Bingo Atlético, Onomichi                                                |                                                                                 |
|                        | Al-Owairan 4' · Al-Bishi 19', 72' · Al-Thunayan 64' |           |           | Asistencia: 4.000 espectadores Árbitro(s): Ali Bujsaim (Emiratos Árabes Unidos) | Asistencia: 4.000 espectadores Árbitro(s): Ali Bujsaim (Emiratos Árabes Unidos) |

| 2 de noviembre de 1992 | Catar          | 1:2 (1:1) | China                | Estadio Bingo Atlético, Onomichi                                 |                                                                  |
|                        | Al-Sulaiti 20' |           | Peng Weiguo 44', 58' | Asistencia: 4.500 espectadores Árbitro(s): Badara Sène (Senegal) | Asistencia: 4.500 espectadores Árbitro(s): Badara Sène (Senegal) |

### Segunda fase
|  | Semifinales                | Semifinales                |   |                            | Final                      | Final |  |
|  |                            |                            |   |                            |                            |       |  |
|  |                            |                            |   |                            |                            |       |  |
|  | 6 de noviembre – Hiroshima |                            |   |                            |                            |       |  |
|  | Japón                      | 3                          |   |                            |                            |       |  |
|  | China                      | 2                          |   |                            |                            |       |  |
|  |                            |                            |   |                            |                            |       |  |
|  |                            |                            |   |                            | 8 de noviembre – Hiroshima |       |  |
|  |                            |                            |   |                            | Japón                      | 1     |  |
|  |                            | Arabia Saudita             | 0 |                            |                            |       |  |
|  |                            |                            |   |                            |                            |       |  |
|  |                            |                            |   |                            |                            |       |  |
|  |                            |                            |   |                            | Tercer lugar               |       |  |
|  | 6 de noviembre – Hiroshima | 6 de noviembre – Hiroshima |   | 8 de noviembre – Hiroshima | 8 de noviembre – Hiroshima |       |  |
|  | Arabia Saudita             | 2                          |   | China                      | 1 (4)                      |       |  |
|  | Emiratos Árabes Unidos     | 0                          |   |                            | Emiratos Árabes Unidos     | 1 (3) |  |

Semifinales
| 6 de noviembre de 1992 | Japón                                    | 3:2 (0:1) | China                      | Estadio Hiroshima, Hiroshima                                         |                                                                      |
|                        | Fukuda 48' · Kitazawa 57' · Nakayama 84' |           | Xie Yuxin 1' · Li Xiao 70' | Asistencia: 15.000 espectadores Árbitro(s): Hossein Khoshkhan (Irán) | Asistencia: 15.000 espectadores Árbitro(s): Hossein Khoshkhan (Irán) |

| 6 de noviembre de 1992 | Arabia Saudita                | 2:0 (0:0) | Emiratos Árabes Unidos | Estadio Hiroshima, Hiroshima                                           |                                                                        |
|                        | Al-Owairan 77' · Al-Bishi 80' |           |                        | Asistencia: 12.000 espectadores Árbitro(s): Rasheed Al-Jassas (Kuwait) | Asistencia: 12.000 espectadores Árbitro(s): Rasheed Al-Jassas (Kuwait) |

#### Tercer lugar
| 8 de noviembre de 1992 | China                                                     | 1:1 (1:1) (4:3 p.)         | Emiratos Árabes Unidos | Hiroshima Big Arch, Hiroshima                                     |                                                                   |
|                        | Hao Haidong 15'                                           |                            | Ismail 10'             | Asistencia: 40.000 espectadores Árbitro(s): Neji Jouini (Turquía) | Asistencia: 40.000 espectadores Árbitro(s): Neji Jouini (Turquía) |
|                        |                                                           | Tiros desde el punto penal |                        |                                                                   |                                                                   |
|                        | Fan Zhiyi · Cai Sheng · Wu Qunli · Peng Weiguo · Fu Yubin |                            | Al-Talyani · Ismaïl    |                                                                   |                                                                   |

#### Final
| 8 de noviembre de 1992 | Japón      | 1:0 (1:0) | Arabia Saudita | Hiroshima Big Arch, Hiroshima                                       |                                                                     |
|                        | Takagi 36' |           |                | Asistencia: 60.000 espectadores Árbitro(s): Jamal Al Sharif (Siria) | Asistencia: 60.000 espectadores Árbitro(s): Jamal Al Sharif (Siria) |

## Campeón
|                           |
| Bandera de Japón          |
| Campeón Japón 1.er título |

## Posiciones finales
| Equipo | Equipo                 | Pts | PJ | PG | PE | PP | GF | GC | Dif | Rend  |  |
| ------ | ---------------------- | --- | -- | -- | -- | -- | -- | -- | --- | ----- |  |
| 1      | Japón                  | 8   | 5  | 3  | 2  | 0  | 6  | 3  | +3  | 80,0% |  |
| 2      | Arabia Saudita         | 5   | 5  | 1  | 3  | 1  | 6  | 3  | +3  | 50,0% |  |
| 3      | China                  | 5   | 5  | 1  | 3  | 1  | 6  | 6  | 0   | 50.0% |  |
| 4      | Emiratos Árabes Unidos | 6   | 5  | 1  | 4  | 0  | 3  | 2  | +1  | 60,0% |  |
| 5      | Irán                   | 3   | 3  | 1  | 1  | 1  | 2  | 1  | +1  | 33,3% |  |
| 6      | Catar                  | 2   | 3  | 0  | 2  | 1  | 3  | 4  | -1  | 22,2% |  |
| 7      | Tailandia              | 2   | 3  | 0  | 2  | 1  | 1  | 5  | -4  | 22,2% |  |
| 8      | Corea del Norte        | 1   | 3  | 0  | 1  | 2  | 2  | 5  | -3  | 11,1% |  |

## Goleadores
3 goles
- Fahad Al-Bishi

2 goles
- Peng Weiguo
- Masashi Nakayama
- Kim Kwang-min
- Saeed Al-Owairan
- Yousuf Al-Thunayan

1 gol
- Xie Yuxin
- Li Bing
- Li Xiao
- Hao Haidong
- Sirous Ghayeghran
- Farshad Pious
- Kazuyoshi Miura
- Masahiro Fukuda
- Tsuyoshi Kitazawa
- Takuya Takagi
- Mubarak Mustafa
- Khalifa Al-Sulaiti
- Mahmoud Soufi
- Khalid Al-Muwallid
- Thanis Areesngarkul
- Khalid Ismail
- Khamees Saad Mubarak
- Zuhair Bakhit